# الطعم والنزيف
الطعم والنزيف هي استراتيجية عسكرية وصفها منظّر العلاقات الدولية جون جي ميرشايمر في كتابه عن الواقعية الهجومية، مأساة سياسة القوة العظمى (2001). والهدف هو حث الدول المتنافسة على الانخراط في حرب استنزاف مطولة ضد بعضها البعض «حتى ينزف كل منهما الآخر»، بينما يظل الطُعم الذي شجع الصراع على الهامش ويحافظ على قوته العسكرية.
يستشهد ميرشايمر كمثال بجهود روسيا لاستفزاز النمسا وبروسيا للدخول في حرب مع فرنسا بعد فترة وجيزة من الثورة الفرنسية، كما يتضح من تصريح كاترين الثانيةلسكرتيرتها في عام 1791: «إنني أرهق عقلي من أجل دفع بلاطات فيينا وبرلين في الشؤون الفرنسية. . . هناك أسباب لا أستطيع التحدث عنها؛ أريد أن أشركهم في هذا العمل لإطلاق يدي. لدي الكثير من الأعمال غير المكتملة، ومن الضروري أن يظلوا مشغولين وبعيدًا عن طريقي».

## إراقة الدماء
يصف ميرشايمر إستراتيجية مماثلة يسميها «إراقة الدماء»، والتي لا تنطوي على تحريض أو استدراج من قبل طرف ثالث. عندما يخوض خصوم دولة ما الحرب بشكل مستقل، فإن الهدف هو تشجيع الصراع على الاستمرار لأطول فترة ممكنة للسماح للدول المتنافسة بإضعاف القوة العسكرية لبعضها البعض، بينما تبقى الدولة المعنية بعيدة عن القتال.
تتجسد هذه الاستراتيجية في تصريح السناتور الأمريكي هاري ترومان في عام 1941 بشأن غزو ألمانيا النازية وحلفائها، إيطاليا والمجر وفنلندا ورومانيا للاتحاد السوفيتي: «إذا رأينا أن ألمانيا تنتصر، فإننا يجب أن نساعد روسيا، وإذا كانت روسيا تفوز فعلينا مساعدة ألمانيا، وبهذه الطريقة دعهم يقتلون أكبر عدد ممكن، على الرغم من أنني لا أريد أن أرى هتلر منتصرًا تحت أي ظرف من الظروف».
ومن الأمثلة الأخرى على هذه الاستراتيجية انسحاب روسيا السوفياتية من الحرب العالمية الأولى بينما استمر القتال في أوروبا بين ألمانيا وباقي الحلفاء. في تقريره إلى المؤتمر الثالث لعموم روسيا لسوفييت نواب العمال والجنود والفلاحين في عام 1918، جادل فلاديمير لينين أنه بالانسحاب من الصراع، «نتخلص. . . من كلتا المجموعتين الإمبرياليتين اللتين تقاتلان بعضهما البعض. يمكننا الاستفادة من صراعهم. . . واستخدام تلك الفترة التي تكون فيها أيدينا حرة في تطوير وتقوية الثورة الاشتراكية».